# ایگانسیو رامبلا
ایگانسیو رامبلا (اسپانیایی: Ignacio Rambla‎؛ زادهٔ ۲ ژانویهٔ ۱۹۶۴) سوارکار اهل اسپانیا بود.